# Gibeon (Ort, Namibia)
Gibeon ist ein Dorf im gleichnamigen Wahlkreis Gibeon in der Region Hardap in Namibia. Der Ort liegt rund 160 Kilometer nördlich von Keetmanshoop an der Nordsüdachse des Landes, 1170 m über dem Meeresspiegel, und hat etwa 4210 Einwohner (Stand 2023) auf einer Fläche von 92,57 km².

## Geschichte

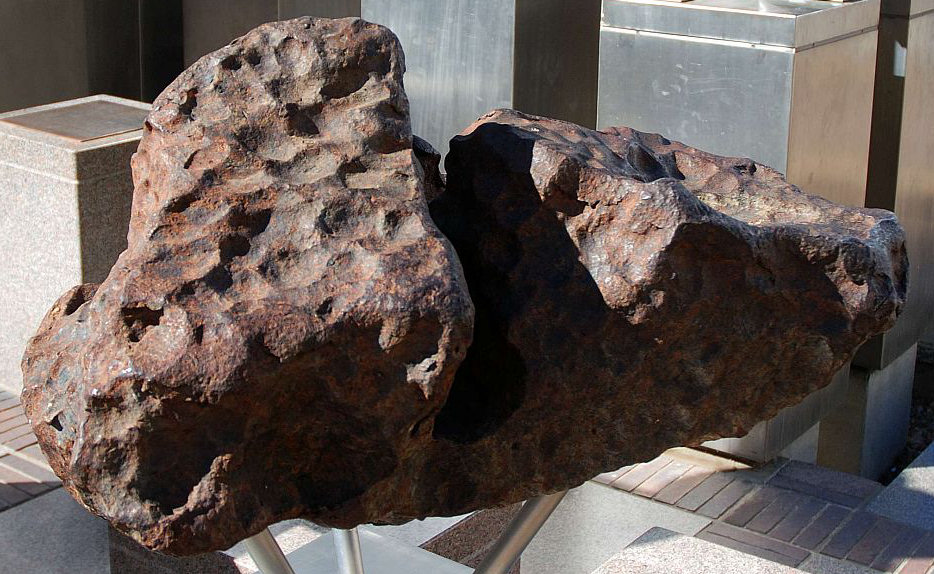
Gibeon-Meteoriten zur Ausstellung in Windhoek: ein Nationales Denkmal in Namibia

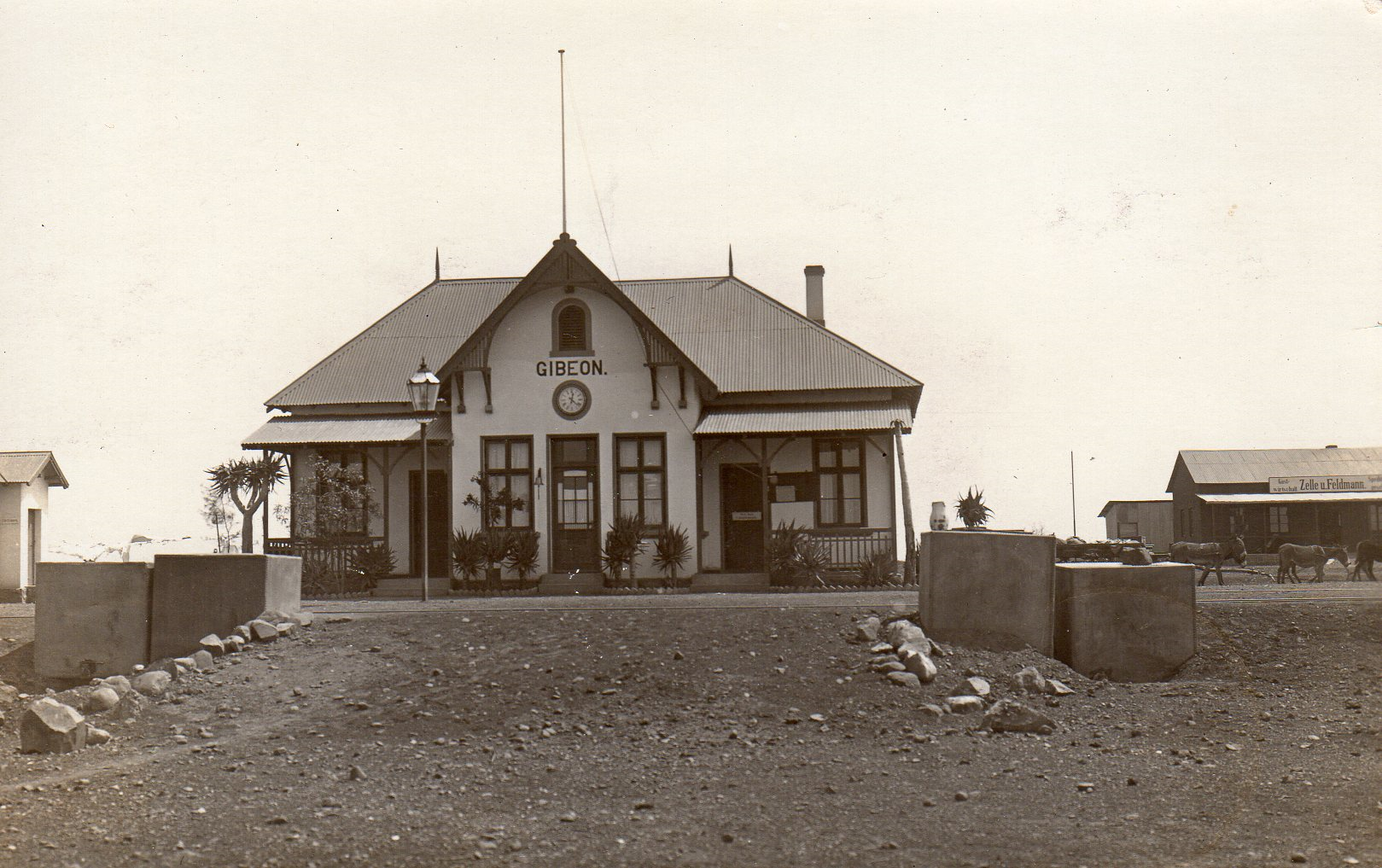
Bahnhof Gibeon (um 1920)

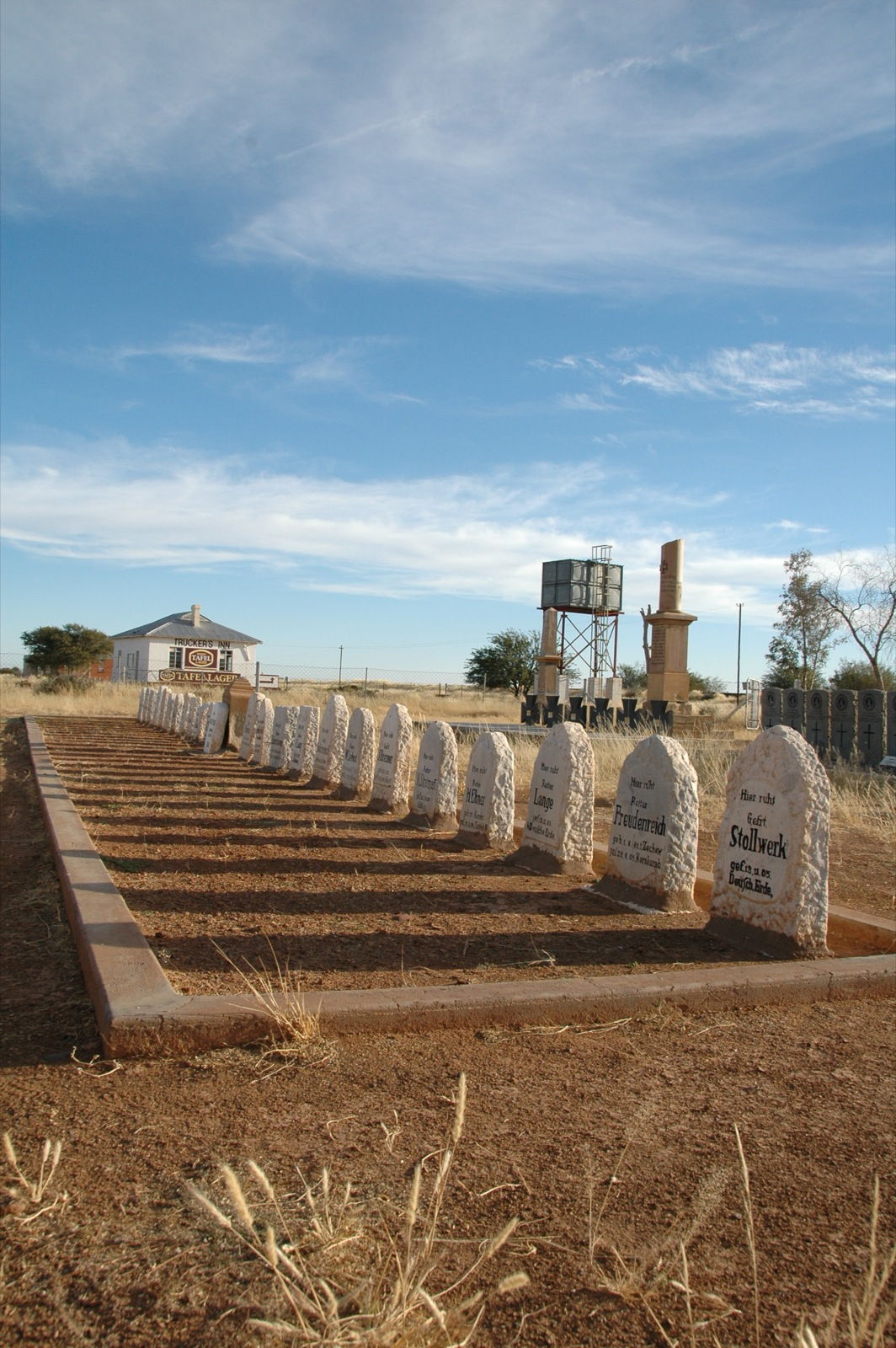
Gräber von Schutztruppen-Soldaten

Vor Urzeiten ist hier der Gibeon-Meteorit aufgeschlagen. Vor seinem Auftreffen auf die Erdoberfläche war er in viele kleinere und größere Bruchstücke zerborsten, die in einem weiten Streufeld bei Gibeon niedergingen und hier das größte bisher bekannte Meteoriten-Streufeld der Erde bildeten. Die ersten Bruchstücke wurden 1838 gefunden und auf ein Alter von 4,6 Milliarden Jahre geschätzt. Insgesamt wurden 26 Tonnen Meteoriten-Material gefunden. Einige Stücke sind in der Fußgängerzone der Landeshauptstadt Windhoek (Post Mall) öffentlich ausgestellt.
Im Jahre 1863 erfolgte die Ansiedlung der aus dem Kapland zugewanderten Orlam-Gruppe der Witbooi (ǀKhowesinKlicklaut) unter ihrem Kaptein Kido Witbooi (ǂA-ǁêib). Die Gruppe machte Gibeon zum Ausgangspunkt einer Vielzahl geschichtlich bedeutsamer Ereignisse in Südwestafrika.
Der in Hoachanas ansässige Oberkaptein der Nama, Oasib (ǃNa-khomab), hatte das seiner Gebietshoheit unterstehende Feld von Gibeon den Witbooi zugeteilt und als Gegenleistung die Anerkennung seiner Kapteinschaft und die Stärkung seiner Kampfkraft erhofft. Letzteres erschien ihm besonders wichtig, weil 30 Jahre zuvor hier schon einmal Herero-Hirten mit ihren großen Rinderherden Fuß gefasst hatten, nachdem ihre sehr viel weiter im Norden liegenden Heimatweiden infolge der großen Dürre von 1829/30 nicht mehr zu gebrauchen waren. Die Nama jedoch waren zu schwach, um sich gegen diese Eindringlinge zur Wehr setzen zu können. So mussten sie den Orlam-Kaptein Jonker Afrikaner (ǀHôa-ǀaramab) und dessen Stamm zur Hilfe rufen, um das Volk der Herero wieder loswerden zu können. Eine weitere Verstärkung durch die Witbooi konnte Oasib nur Recht sein, weil er mit deren Hilfe seinem Ziel, die beherrschende Macht in ganz Südwest-Afrika zu werden, näher kommen wollte.
Als sich die Witbooi 1863 hier niederließen, hieß der Ort noch Kowesin. Der den Witbooi nachziehende Missionar Jacob Knauer (Rheinische Missionsgesellschaft) jedoch gab dem neuen Stammessitz der Witbooi den Namen Gibeon, nach einem Ort nahe Jerusalem, dem eine alttestamentliche Bedeutung zukam.
Der Ort hatte allerdings eine schwere Startphase: noch im Gründungsjahr schleppte ein aus Südafrika zugewandertes junges Mädchen die Pocken ein. Die Krankheit breitete sich schnell im ganzen Lande aus und forderte allein in Gibeon 122 Todesopfer unter den Witbooi. Weil die Witbooi sich beharrlich weigerten, die Oberherrschaft Oasibs anzuerkennen, überfiel er ein Jahr später mit seinen Verbündeten – den Groot Doden (ǁÔ-gain) unter Hans Jager (ǂAimab) und den Veldschoendrager (ǁHawoben) unter Karl Hendrik Ses (ǃNanib ǂkarib ǂArisemab) – den Ort, plünderte ihn und zerstörte ihn weitgehend. Kido Witbooi allerdings wollte gegen derartige Disziplinierungsmaßnahmen zukünftig besser gewappnet sein und verband sich mit den benachbarten Orlamstämmen der Berseba-Nama (ǀHai-ǀkhauan) unter Paul Goliath (ǂHobexab) und Bethanien-Nama (ǃAman) unter David Christian Frederiks (ǁNaixab). Dies wiederum erzürnte Oasib noch mehr, so dass er im Juli 1865 mit seinen Verbündeten eine zweite Strafexpedition gegen Gibeon führte. Nach anfänglichem Erfolg jedoch wendete sich das Blatt zugunsten der Witbooi und Bersebaner; sie schlugen Oasib in die Flucht und konnten ihm die geraubten Rinderherden wieder abnehmen. Oasib erholte sich von dieser Niederlage und gedachte, die ihm zugefügte Schmach durch einen alles entscheidenden dritten Überfall auf Gobabis am 25. September 1866 zu rächen. Die Witbooi und ihre Verbündeten jedoch waren wohl vorbereitet und hatten Gibeon geräumt, um den gerade wieder aufgebauten Ort nicht erneut zum Kriegsschauplatz werden zu lassen. Oasib war darüber so erbost, dass er den Ort gänzlich zerstören und die dort verbliebenen Frauen und Kinder in die Gefangenschaft führen ließ. Dies wiederum löste bei den Witbooi eine unbändige Wut und einen vernichtenden Angriff auf Oasib aus. Er floh bis nach Rehoboth und wurde dort von den energisch nachsetzenden Witbooi und Berseba endgültig geschlagen. Oasib konnte sich nach Hoachanas retten, wo er kurz danach verstarb. Im Frieden von Gibeon im Dezember 1867 erkannten die Nama die Witbooi als neue Herren des Südens an.
Am 31. Dezember 1875 starb Kido Witbooi in Gibeon im 91. Lebensjahr. Sein Sohn Moses Witbooi (ǀGâbeb ǃA-ǁîmab), ebenfalls schon 68 Jahre alt, wurde sein Nachfolger und versuchte, die Machtstellung seines Stammes auszubauen. Dabei hatte er allerdings eine weitaus weniger glückliche Hand als sein Vater und unterschätzte insbesondere die Konkurrenz anderer Kapteinsaspiranten – namentlich des Paul Visser, der durch eigenmächtige Raubzüge seinen Wohlstand zu mehren und die Autorität des Kapteins zu schwächen suchte, und Moses’ Sohn Hendrik Witbooi (ǃNanseb ǀGabemab), der nach einem Gotteserlebnis im Jahre 1880 zunehmend in religiösen Wahn verfiel, aber gleichwohl ebenfalls nachhaltig nach der Kapteinswürde strebte. Moses Witbooi versuchte, durch zwei Angriffe auf die Herero 1880 und 1881, seine Position zu festigen – allerdings schlugen beide Raubzüge fehl und stärkten damit die Positionen seiner Konkurrenten. Nach einem erfolgreichen Raubzug Paul Vissers gegen die Ostherero fühlte sich dieser so stark, dass er es wagte, offen gegen seinen Kaptein vorzugehen, ihn des Stammesverrats zu bezichtigen und am 22. Februar 1888 hinrichten zu lassen. Nun stand ihm nur noch Hendrik Witbooi im Wege. Der Angriff auf ihn am 12. Juli 1888 in Gibeon schlug jedoch fehl: Paul Visser wurde getötet und damit war Hendrik Witbooi am Ziel seiner Wünsche.
Auch er strebte danach, seine Machtposition auszubauen und verschaffte sich durch erfolgreiche Überfälle auf die Afrikaner (ǃGû-ǃgôun) (1889) und Herero (1890) eine gute Ausgangsposition – allerdings zum wachsenden Missfallen der Missionare, die die Station Gibeon 1889 aufgaben, und der in Südwest-Afrika Fuß fassenden deutschen Kolonialmacht. Dem suchte Hendrik Witbooi dadurch zu begegnen, dass er sich mit seinem kurz zuvor besiegten Feind – den Herero – verbündete (1892) und den allzu unsicher gewordenen Standort Gibeon räumte, um sich bei Hornkranz und danach im Naukluftgebirge zu verschanzen. Die deutschen Schutztruppe jedoch war nach Eintreffen von Verstärkungen in der Lage, die Siedlung der Witbooi im Überfall auf Hornkranz zu stürmen und Hendrik Witbooi am 19. September 1894 zum Abschluss eines Schutz- und Beistandspaktes zu nötigen. Außerdem mussten sich die Witbooi zwecks besserer Kontrolle wieder in Gibeon niederlassen; Gibeon erhielt hierzu 1893 eine befestigte Schutztruppenstation. Die deutsche Präsenz im Ort wurde auch durch die 1900 gegründete deutsche Internatsschule deutlich. Hendrik Witbooi hielt sich an den Beistandspakt mit den Deutschen und unterstützte diese bei allen folgenden militärischen Unternehmungen durch Gestellung von Freiwilligen, so auch bei der Schlacht am Waterberg im Jahre 1904. Wegen der hier von den Deutschen begangenen Gräueltaten verließen die Witbooi jedoch die Truppe, wurden selbst gefangen genommen und als Arbeitssklaven in die Deutsche Kolonie Togo verschifft. Dies veranlasste Hendrik Witbooi in Gibeon, den Deutschen am 3. Oktober 1904 offiziell den Krieg zu erklären und zahlreiche Farmen in der Umgebung von Gibeon überfallen zu lassen. Damit wurde Gibeon zum Ausgangspunkt des bis 1908 dauernden Namakrieges, der eigentlich Orlamkrieg heißen müsste. Hendrik Witbooi fiel in diesem Krieg bereits im Oktober 1905, woraufhin sein Nachfolger Isaak Witbooi (ǃNanseb ǂKharib ǃNansemab) im Dezember des gleichen Jahres kapitulierte. Der Namakrieg wurde jedoch von Simon Kooper (ǃGomxab) und Jakobus Morenga fortgeführt.
Gibeon kam dann erst im April 1915 wieder ins Rampenlicht der Geschichte, als die deutsche Schutztruppe hier im Ersten Weltkrieg von überlegenen Kräften der südafrikanischen Armee eingeschlossen wurde und nur unter schweren Verlusten aus dem Kessel ausbrechen und nach Norden flüchten konnte.

## Kommunalpolitik
Bei den Kommunalwahlen 2020 wurde folgendes amtliche Endergebnis ermittelt.
| Partei | Stimmen | Sitze |
| ------ | ------- | ----- |
| LPM    | 514     | 3     |
| SWAPO  | 433     | 2     |

## Sehenswertes
Gibeon verfügt über einige der ältesten Bauwerke aus Zeiten Deutsch-Südwestafrikas in Namibia, darunter
- Ruinen der Feste Gibeon
- Missionsstation
- Rheinische Missionskirche
- Bahnhof

## Bildungseinrichtungen

### Grundschulen
- African Methodist Episcopal Community Primary School
- Christian Spellmeyer Primary School
- Kriess Primary School
- Mukurob Primary School
- Uibes Primary School
- Willem Moses Jod Primary School

### Oberschulen
- African Methodist Episcopal Community Secondary School
- Cornelius ǁOaseb Senior Secondary School

## Söhne und Töchter des Dorfs
- Gerhard Tötemeyer (1935–2024), namibischer Politiker und Professor
- Hendrik Witbooi (1934–2009), namibischer Politiker
- Hendrik Samuel Witbooi (1906–1978), Kaptein der Nama
- Gottlieb Olpp (1872–1950), Tropenmediziner
- David Witbooi (1871–1955), Kaptein der Nama
- Isaak Witbooi (1865–1928), Kaptein der Nama